# 奧查德格羅夫 (印地安納州)
奧查德格羅夫（英語：Orchard Grove）是位於美國印地安納州萊克縣的一個非建制地區。該地的面積和人口皆未知。